# Siroco (L9012)
Siroco (L9012) byla doková výsadková loď Francouzského námořnictva, která je nyní ve službě u Brazilského námořnictva. Jedná se o druhou a poslední jednotku třídy Foudre.

## Obchod s Brazílií

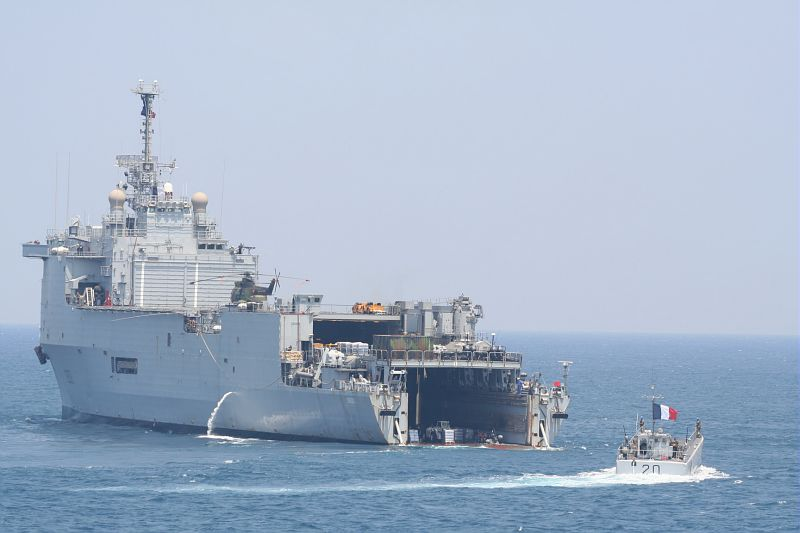
Siroco při operaci Balisté v roce 2006

Brazílie v prosinci roku 2014 vyjádřila zájem o loď Siroco a vyslala do Francie svůj tým, aby zhodnotil stav lodi, který se ukázal jako dostatečný. Nicméně Portugalsko v březnu 2015 na vojenském cvičení také projevilo zájem o Siroco. Když už bylo jednání o prodeji lodě mezi Francouzi a Portugalci v pokročilé fázi, tak Portugalci se zřekli smlouvy a odůvodnili to tím, že se loď ukázala v několika ohledech jako nekompatibilní s jejich vojenským vybavením, jako např. s portugalskými vrtulníky EH101. Francie tedy s Brazílií uzavřela smlouvu o nákupu Siroca za 80 000 000 eur.

## Výzbroj
Siroco je vyzbrojena třemi dvojitými odpalovacími zařízeními Simbad pro protiletadlové řízené rakety Mistral, třemi 30mm automatickými kanóny Breda-Mauser a čtyřmi 12,7mm těžkými kulomety M2 Browning. Loď v současné době disponuje přistávací plochou pro dva vrtulníky EC 725 a dva vrtulníky SH-60 Seahawk.